# Diacavolinia deblainvillei
Diacavolinia deblainvillei är en snäckart som beskrevs av van der Spoel, Bleeker och Kobayashi 1993. Diacavolinia deblainvillei ingår i släktet Diacavolinia och familjen Cavoliniidae. Inga underarter finns listade i Catalogue of Life.